# Palaeosoma
Palaeosoma – rodzaj wymarłych dwuparców z kohorty Archipolypoda. Jedyna z monotypowej rodziny Palaeosomatidae i rzędu Palaeosomatida. Jego skamieniałości pochodzą z pensylwanu (karbon) i znajdowane są na terenie Wielkiej Brytanii i Polski.
Początkowo rodzaj ten zaliczano do Euphoberiidae, jednak Hannibal i Krzemiński umieścili go w 2005 we własnej rodzinie i rzędzie w obrębie Archipolypoda. Zalicza się tu gatunki:
- Palaeosoma giganteum Baldwin 1911
- Palaeosoma robustum Baldwin 1911

Dwuparce te osiągały do 195 mm długości ciała, a ich tułów złożony był z co najmniej 38 segmentów. Tergity segmentów były zlane z pleurytami, tworząc pleurotergity. Na grzbietowej stronie metazonitów diplosegmentów obecne były guzki z ozoporami (ujścia gruczołów obronnych), brak zaś było dużych kolców. Spód każdego diplosegmentu tworzyły dwa szerokie sternity.